# Macandrewia
Macandrewia is een geslacht van sponsdieren uit de klasse van de Demospongiae (gewone sponzen). 

## Soorten
- Macandrewia auris Lendenfeld, 1907
- Macandrewia azorica Gray, 1859
- Macandrewia clavatella (Schmidt, 1870)
- Macandrewia minima Carvalho & Xavier, 2020
- Macandrewia ramosa Topsent, 1904
- Macandrewia rigida Lévi & Lévi, 1989
- Macandrewia robusta Topsent, 1904
- Macandrewia schusterae Carvalho & Xavier, 2020
- Macandrewia spinifoliata Lévi & Lévi, 1983